# Schleiereulen (Gattung)
Die Schleiereulen (Tyto) sind eine artenreiche Gattung innerhalb der Familie der Schleiereulen. Die Gattung ist nahezu weltweit verbreitet.

## Merkmale
Schleiereulen sind durch ihre auffälligen herzförmigen Gesichtsschleier gekennzeichnet. Dies unterscheidet sie unter anderem von den Maskeneulen, bei denen der Gesichtsschleier eher V-förmig ist. Schleiereulen sind langbeinige Eulen mit verhältnismäßig langen Flügeln und einem relativ kurzen Schwanz. Für die gesamte Familie ist charakteristisch, dass die nach hinten gerichtete innere Zehe genauso lang ist wie die Mittelzehe.
Die Gefiederfärbung ist höchst unterschiedlich. Einzelne Schleiereulenarten weisen eine sehr helle Körperoberseite auf. Zu den hellsten zählen die Schleiereulen-Unterart Tyto alba ernesti, die im Mittelmeerraum vorkommt, und die Australien-Schleiereule. Zu den dunkelsten Arten gehört die Rußeule, die auf Neuguinea und im Südosten Australiens beheimatet ist. Die größte Art ist die Tasmanien-Schleiereule. Sie erreicht eine Körperlänge von 47 bis 55 Zentimetern und wiegt zwischen 600 und 1.200 Gramm.

## Verbreitung
Die Gattung kommt auf allen Kontinenten außer in der Antarktis vor. Die größte Vielfalt an Arten gibt es in Australien, Neuguinea und Indonesien. Dagegen fehlt die Gattung in Zentral-, Nord- und im größten Teil von Ostasien völlig. 
Zu den Arten mit einem sehr großen Verbreitungsgebiet zählt die auch in Mitteleuropa vorkommende Schleiereule. Ihr Verbreitungsgebiet erstreckt sich über Europa, Südasien und Afrika. Das Verbreitungsgebiet der Amerikaschleiereule, die in älterer Literatur als Unterart der Schleiereule gesehen wird, erstreckt sich über Süd- und Nordamerika. 
Zahlreiche Schleiereulen haben ein äußerst kleines Verbreitungsgebiet. Dies gilt beispielsweise für die Curaçao-, die Hispaniola- und die Kleine-Antillen-Schleiereule. Diese auf wenige, kleine Inseln beschränkten Arten sind durch Lebensraumvernichtungen in besonderem Maße bedroht. Über die spezifische Lebensweise dieser endemischen Arten ist bislang meist nur wenig bekannt. Da sie lange Zeit als Unterarten der Schleiereule galten, wurden bislang wenige Anstrengungen unternommen, ihr spezifisches Nahrungsspektrum, ihr Lautrepertoire oder ihre Fortpflanzungsbiologie zu untersuchen.

## Arten
Die Systematik der Familie ist stark im Umbruch begriffen. Einzelnen Arten, wie der in Mitteleuropa vorkommenden Schleiereule, werden sehr viele Unterarten zugeordnet. Auf Basis von DNA-Untersuchungen wird von einigen Autoren verschiedenen Unterarten mittlerweile ein Art-Status zuerkannt. Die Anzahl der Arten schwankt entsprechend je nach Autor. Auch die Zuordnung von Arten zur Gattung der Maskeneulen oder Gattung der Schleiereulen ist strittig. So wird die in der Nähe des afrikanischen Tanganjikasees vorkommende Kongomaskeneule von einigen Autoren den Maskeneulen zugeordnet. Hier wurde der Aufteilung des International Ornithological Congress gefolgt.
Im Einzelnen gehören zur Gattung:
- Rußeule (T. tenebricosa)
- Flecken-Rußeule (T. multipunctata)
- Minahassaeule (T. inexpectata)
- Taliabueule (T. nigrobrunnea)
- Molukkeneule (T. sororcula)
- Manuseule (T. manusi)
- Goldeule (T. aurantia)

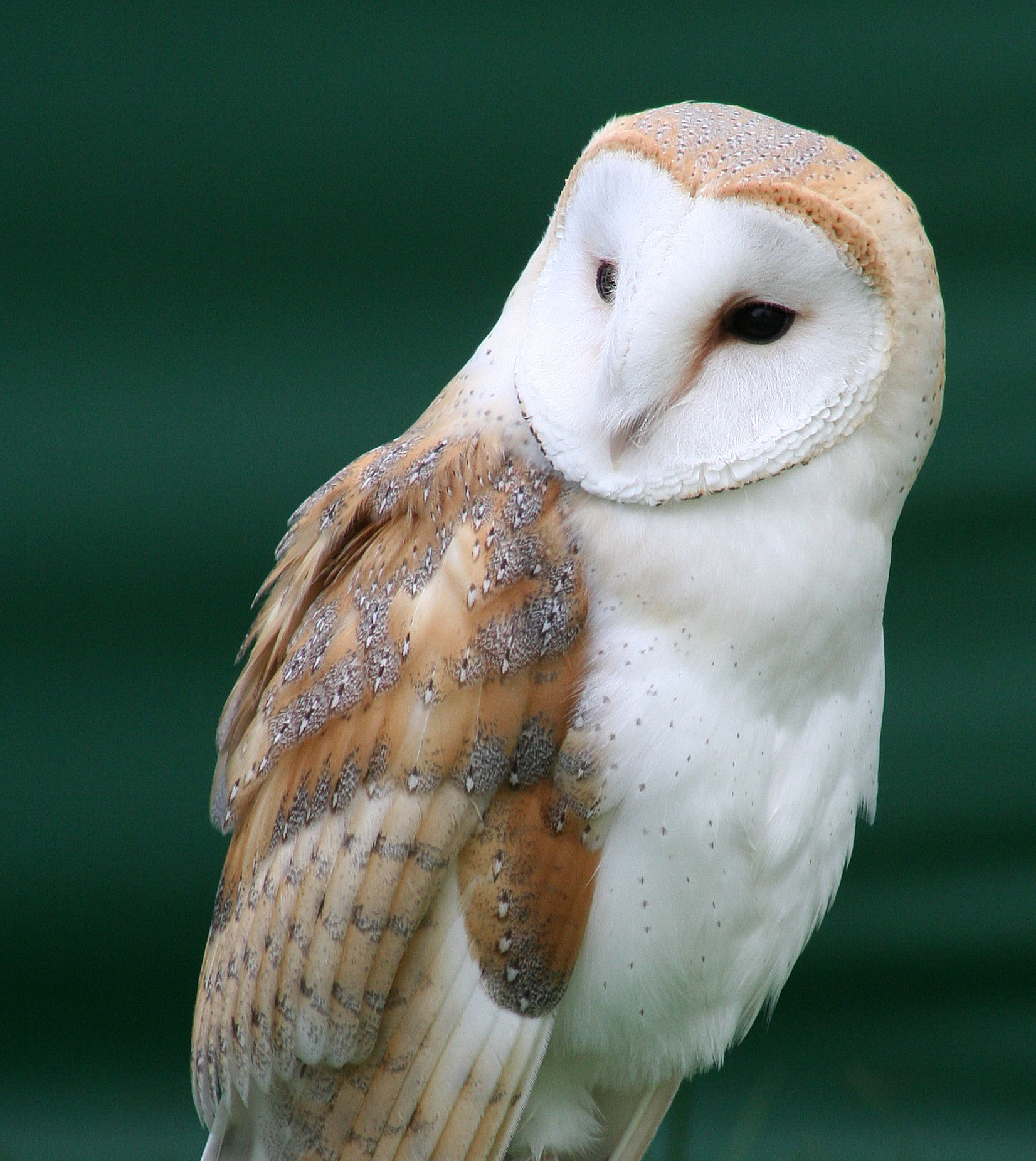
Schleiereule

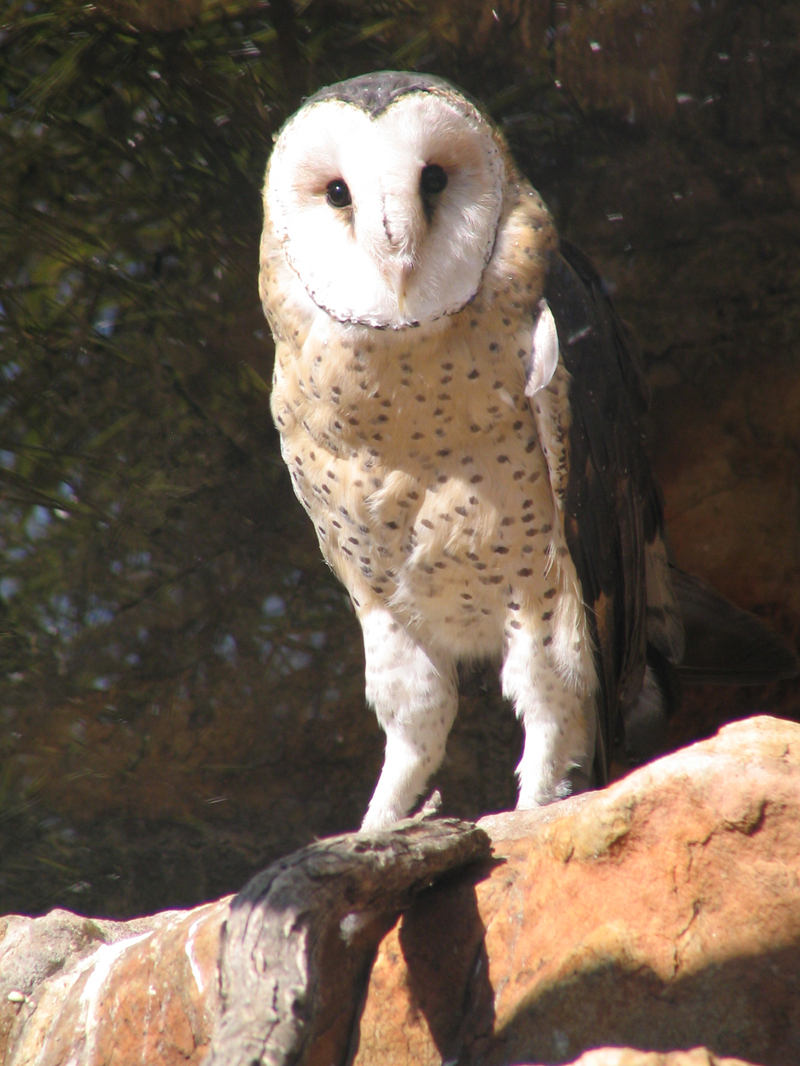
Kapgraseule

- Neuhollandeule (T. novaehollandiae)
- Sulawesieule (T. rosenbergii)
- Malegasseneule (T. soumagnei)
- Schleiereule (T. alba)
- Amerikaschleiereule (T. furcata)
- Sunda-Schleiereule (T. javanica)
- Andamanenschleiereule (T. deroepstorffi)
- Graseule (T. longimembris)
- Kapgraseule (T. capensis)
- Hispaniolaschleiereule (T. glaucops)

Einige bei König und Weick aufgeführte eigenständige Arten gelten beim IOC als Unterarten, darunter die Curaçao-Schleiereule (Tyto furcata bargei), die Kleine-Antillen-Schleiereule (Tyto furcata insularis), die Galápagos-Schleiereule (Tyto furcata punctatissima), die Kap-Verde-Schleiereule (Tyto alba detorta), die São-Tomé-Schleiereule (Tyto alba thomensis), die Australien-Schleiereule (Tyto javanica delicatula), die Boang-Schleiereule (Tyto javensis crassirostris), die Serameule (Tyto sororcula almae) und die Tasmanien-Schleiereule (Tyto novaehollandiae castanops).
Folgen Arten sind fossil bzw. subfossil bekannt:
- Bahamas-Eule (T. pollens), subfossil von Andros Island, Bahamas
- Barbuda-Schleiereule (T. neddi) †
- Tyto melitensis

## Belege

### Einzelbelege
1. 1 2  König et al., S. 209
2. ↑   König et al., S. 225
3. ↑  IOC World Bird List 9.1